# Władysław Mehr
Władysław Mehr (ur. 6 stycznia 1888 w Złoczowie, zm. ?) – polski działacz komunistyczny, członek KPP, późniejszy konfident policji i krytyk komunizmu.
Do partii komunistycznej wstąpił po raz pierwszy we Francji (1923). Agitował też w Belgii, skąd za działalność komunistyczną został wydalony. W 1925 przez Niemcy powrócił do Polski i nawiązał kontakty ze strukturami KPP w Poznaniu. Został sekretarzem poznańskiego komitetu miejskiego KPP. Był za działalność konspiracyjną kilkakrotnie sądzony i odsiadywał wyroki:
- 3 marca 1927 - 2,5 roku twierdzy (sąd poznański),
- 29 stycznia 1929 - 8 miesięcy aresztu (sąd krakowski),
- 26 czerwca 1930[2] - 5 lat twierdzy (sąd poznański), proces wraz z Franciszkiem Danielakiem[3].

Lata spędzone w więzieniach poświęcił na obserwację struktur polskiego ruchu komunistycznego. Krytyce poddawał zwłaszcza dystrybucję środków finansowych. Prawdopodobnie podczas odbywania ostatniego z wyroków, załamał się i nawiązał współpracę z policją, stając się jej tajnym współpracownikiem. Z czasem został zdemaskowany i od tego czasu stał się oficjalnym krytykiem systemu komunistycznego, m.in. publikując artykuły antykomunistyczne w poznańskiej prasie.